# Nagroda Błękitnej Wstęgi
Nagroda Błękitnej Wstęgi (jap. ブルーリボン賞 Burū Ribon Shō) – nagroda filmowa przyznawana przez krytyków filmowych i pisarzy w Tokio w Japonii.

## Historia
Po raz pierwszy nagrody zostały rozdane w 1950 roku przez Tokijskie Stowarzyszenie Dziennikarzy Filmowych (jap. 東京映画記者会 Tōkyō eiga eishakai), które składało się z filmowych korespondentów z siedmiu tokijskich gazet. W 1961 roku sześć największych japońskich gazet (Yomiuri Shimbun, Asahi Shimbun, Mainichi Shimbun, Sankei Shimbun, Tokio Shimbun i Nihon Keizai Shimbun) oraz japoński oddział Associated Press wycofały swoje poparcie dla Nagrody Błękitnej Wstęgi i ustanowiły Nagrodę Japońskiego Stowarzyszenia Dziennikarzy Filmowych (jap. 日本映画記者会賞 Nihon eiga kishakai shō), (która została przyznana zaledwie sześć razy). W 1967 roku rozdanie nagród zostało odwołane w wyniku skandalu Czarnej Mgły (jap. 黒い霧事件 kuroi kiri jiken). W 1975 roku nagroda została reaktywowana i jest przyznawana do dziś. Ceremonia wręczenia odbywa się corocznie w lutym w różnych miejscach w Tokio.
Mimo że nagroda nie jest znacząca na poziomie międzynarodowym, to ze względu na długą historię i rygorystyczny proces kontroli, stała się jedną z najbardziej prestiżowych nagród filmowych w Japonii. Wraz z Nagrodą Kinema Junpo (jap. キネマ旬報賞 Kinema Junpō Shō) i Nagrody filmowe Mainichi (jap. 毎日映画コンクール Mainichi Eiga Konkūru) jest prawie tak pożądana, jak Nagroda Japońskiej Akademii Filmowej.

## Kategorie
Nagroda przyznawana jest w kategoriach:
- Najlepszy film
- Najlepszy reżyser
- Najlepszy aktor pierwszoplanowy
- Najlepsza aktorka pierwszoplanowa
- Najlepszy aktor drugoplanowy
- Najlepsza aktorka drugoplanowa
- Najlepszy debiut
- Najlepszy film zagraniczny
- Nagroda specjalna (przyznawana okazjonalnie)

## Najlepszy film (za lata 1951-2004)
Podane za źródłem
| Rok  | Tytuł                           | Tytuł oryginalny         | Reżyser             |
| ---- | ------------------------------- | ------------------------ | ------------------- |
| 2004 | Akame shijūya taki shinjū misui | 赤目四十八滝心中未遂     | Genjirō Arato       |
| 2003 | Samuraj – Zmierzch              | たそがれ清兵衛           | Yōji Yamada         |
| 2002 | Spirited Away: W krainie bogów  | 千と千尋の神隠し         | Hayao Miyazaki      |
| 2001 | Battle Royale                   | バトル・ロワイアル       | Kinji Fukasaku      |
| 2000 | Tabu                            | 御法度                   | Nagisa Ōshima       |
| 1999 | Hana-bi                         | はなび                   | Takeshi Kitano      |
| 1998 | Bounce ko gals                  | バウンス ko GALS         | Masato Harada       |
| 1997 | Kishiwada shōnen gurentai       | 岸和田少年愚連隊・望郷   | Kazuyuki Izutsu     |
| 1996 | List pożegnalny                 | 午後の遺言状             | Kaneto Shindō       |
| 1995 | Bo no kanashimi                 | 棒の哀しみ               | Tatsumi Kumashiro   |
| 1994 | Tsuki wa dotchi ni dete iru     | 月はどっちに出ている     | Yoichi Sai          |
| 1993 | Shiko funjatta                  | シコふんじゃった         | Masayuki Suo        |
| 1992 | Scena nad morzem                | あの夏、いちばん静かな海 | Takeshi Kitano      |
| 1991 | Shonen jidai                    | 少年時代                 | Masahiro Shinoda    |
| 1990 | Dotsuitarunen                   | どついたるねん           | Junji Sakamoto      |
| 1989 | Jedwabny Szlak                  | 敦煌                     | Junya Satō          |
| 1988 | Ryoko w akcji                   | マルサの女               | Juzo Itami          |
| 1987 | Uhohho Tankentai                | ウホッホ探険隊           | Kichitarō Negishi   |
| 1986 | Ran                             | 乱                       | Akira Kurosawa      |
| 1985 | Setouchi shonen yakyū dan       | 瀬戸内少年野球団         | Masahiro Shinoda    |
| 1984 | Tokyo saiban                    | 東京裁判                 | Masaki Kobayashi    |
| 1983 | Kamata koshin-kyoku             | 蒲田行進曲               | Kinji Fukasaku      |
| 1982 | Mętna rzeka                     | 泥の河                   | Kōhei Oguri         |
| 1981 | Sobowtór                        | 影武者                   | Akira Kurosawa      |
| 1980 | Wyrok należy do nas             | 復讐するは我にあり       | Shōhei Imamura      |
| 1979 | Sādo                            | サード                   | Yôichi Higashi      |
| 1978 | Shiawase no kiiroi hankachi     | 幸福の黄色いハンカチ     | Yōji Yamada         |
| 1977 | Daichi no komoriuta             | 大地の子守歌             | Yasuzo Masumura     |
| 1976 | Skamieliny                      | 化石                     | Masaki Kobayashi    |
| 1967 | Shiroi Kyotō                    | 白い巨塔                 | Satsuo Yamamoto     |
| 1966 | Rudobrody                       | 赤ひげ                   | Akira Kurosawa      |
| 1965 | Kobieta z wydm                  | 砂の女                   | Hiroshi Teshigahara |
| 1964 | Kobieta owad                    | にっぽん昆虫記           | Shōhei Imamura      |
| 1963 | Kyūpora no aru machi            | キューポラのある街       | Kiriro Urayama      |
| 1962 | Wieprze i okręty                | 豚と軍艦                 | Shōhei Imamura      |
| 1961 | Młodszy brat                    | オトト                   | Kon Ichikawa        |
| 1960 | Kiku i Isamu                    | キクとイサム             | Tadashi Imai        |
| 1959 | Ukryta forteca                  | 隠し砦の三悪人           | Akira Kurosawa      |
| 1958 | Ryż                             | コーム                   | Tadashi Imai        |
| 1957 | Mrok w południe                 | 真昼の暗黒               | Tadashi Imai        |
| 1956 | Płynące chmury                  | 浮雲                     | Mikio Naruse        |
| 1955 | Dwadzieścia cztery źrenice      | 二十四の瞳               | Keisuke Kinoshita   |
| 1954 | Losy kobiet                     | にごり                   | Tadashi Imai        |
| 1953 | Inazuma                         | 稲妻                     | Mikio Naruse        |
| 1952 | Jadło                           | めし                     | Mikio Naruse        |
| 1951 | Do zobaczenia                   | また逢ふ日まで           | Tadashi Imai        |

## Pełna lista nagrodzonych od 2005

### Lata 2005–2009
| Rok                  | Kategoria                         | Zwycięzcy                                                                       | Źródło |
| -------------------- | --------------------------------- | ------------------------------------------------------------------------------- | ------ |
| 2005 (47. ceremonia) | Najlepszy film                    | Dziecięcy świat (jap. 誰も知らない Daremo shiranai) (reżyser: Hirokazu Koreeda) | [ 1 ]  |
| 2005 (47. ceremonia) | Najlepszy reżyser                 | Hirokazu Koreeda                                                                | [ 1 ]  |
| 2005 (47. ceremonia) | Najlepszy aktor pierwszoplanowy   | Akira Terao                                                                     | [ 1 ]  |
| 2005 (47. ceremonia) | Najlepsza aktorka pierwszoplanowa | Rie Miyazawa                                                                    | [ 1 ]  |
| 2005 (47. ceremonia) | Najlepszy aktor drugoplanowy      | Joe Odagiri                                                                     | [ 1 ]  |
| 2005 (47. ceremonia) | Najlepsza aktorka drugoplanowa    | Masami Nagasawa                                                                 | [ 1 ]  |
| 2005 (47. ceremonia) | Najlepszy debiut                  | Anna Tsuchiya                                                                   | [ 1 ]  |
| 2005 (47. ceremonia) | Najlepszy debiut                  | Mirai Moriyama                                                                  | [ 1 ]  |
| 2005 (47. ceremonia) | Najlepszy film zagraniczny        | Rzeka tajemnic (Mystic River) (reżyser: Clint Eastwood)                         | [ 1 ]  |
| 2006 (48. ceremonia) | Najlepszy film                    | Kiedyś zwyciężymy (jap. パッチギ！ Patchigi!) (reżyser: Kazuyuki Izutsu)        | [ 1 ]  |
| 2006 (48. ceremonia) | Najlepszy reżyser                 | Junya Satō                                                                      | [ 1 ]  |
| 2006 (48. ceremonia) | Najlepszy aktor pierwszoplanowy   | Hiroyuki Sanada                                                                 | [ 1 ]  |
| 2006 (48. ceremonia) | Najlepsza aktorka pierwszoplanowa | Kyōko Koizumi                                                                   | [ 1 ]  |
| 2006 (48. ceremonia) | Najlepszy aktor drugoplanowy      | Shin’ichi Tsutsumi                                                              | [ 1 ]  |
| 2006 (48. ceremonia) | Najlepsza aktorka drugoplanowa    | Hiroko Yakushimaru                                                              | [ 1 ]  |
| 2006 (48. ceremonia) | Najlepszy debiut                  | Mikako Tabe                                                                     | [ 1 ]  |
| 2006 (48. ceremonia) | Najlepszy film zagraniczny        | Za wszelką cenę (Million Dollar Baby) (reżyser: Clint Eastwood)                 | [ 1 ]  |
| 2007 (49. ceremonia) | Najlepszy film                    | Tancerki hula (jap. フラガール Fura gāru) (reżyser: Lee Sang-il)                | [ 1 ]  |
| 2007 (49. ceremonia) | Najlepszy reżyser                 | Miwa Nishikawa                                                                  | [ 1 ]  |
| 2007 (49. ceremonia) | Najlepszy aktor pierwszoplanowy   | Ken Watanabe                                                                    | [ 1 ]  |
| 2007 (49. ceremonia) | Najlepsza aktorka pierwszoplanowa | Yū Aoi                                                                          | [ 1 ]  |
| 2007 (49. ceremonia) | Najlepszy aktor drugoplanowy      | Teruyuki Kagawa                                                                 | [ 1 ]  |
| 2007 (49. ceremonia) | Najlepsza aktorka drugoplanowa    | Sumiko Fuji                                                                     | [ 1 ]  |
| 2007 (49. ceremonia) | Najlepszy debiut                  | Rei Dan                                                                         | [ 1 ]  |
| 2007 (49. ceremonia) | Najlepszy debiut                  | Muga Tsukaji                                                                    | [ 1 ]  |
| 2007 (49. ceremonia) | Najlepszy film zagraniczny        | Sztandar chwały (Flags of Our Fathers) (reżyser: Clint Eastwood)                | [ 1 ]  |
| 2008 (50. ceremonia) | Najlepszy film                    | Kisaragi (jap. キサラギ) (reżyser: Yūichi Satō)                                 | [ 1 ]  |
| 2008 (50. ceremonia) | Najlepszy reżyser                 | Masayuki Suo                                                                    | [ 1 ]  |
| 2008 (50. ceremonia) | Najlepszy aktor pierwszoplanowy   | Ryō Kase                                                                        | [ 1 ]  |
| 2008 (50. ceremonia) | Najlepsza aktorka pierwszoplanowa | Kumiko Asō                                                                      | [ 1 ]  |
| 2008 (50. ceremonia) | Najlepszy aktor drugoplanowy      | Tomokazu Miura                                                                  | [ 1 ]  |
| 2008 (50. ceremonia) | Najlepsza aktorka drugoplanowa    | Hiromi Nagasaku                                                                 | [ 1 ]  |
| 2008 (50. ceremonia) | Najlepszy debiut                  | Yui Aragaki                                                                     | [ 1 ]  |
| 2008 (50. ceremonia) | Najlepszy film zagraniczny        | Dreamgirls (reżyser: Bill Condon)                                               | [ 1 ]  |
| 2009 (51. ceremonia) | Najlepszy film                    | Climber's High (jap. クライマーズ・ハイ Kuraimāzu hai) (reżyser: Masato Harada) | [ 1 ]  |
| 2009 (51. ceremonia) | Najlepszy reżyser                 | Hirokazu Koreeda                                                                | [ 1 ]  |
| 2009 (51. ceremonia) | Najlepszy aktor pierwszoplanowy   | Masahiro Motoki                                                                 | [ 1 ]  |
| 2009 (51. ceremonia) | Najlepsza aktorka pierwszoplanowa | Tae Kimura                                                                      | [ 1 ]  |
| 2009 (51. ceremonia) | Najlepszy aktor drugoplanowy      | Masato Sakai                                                                    | [ 1 ]  |
| 2009 (51. ceremonia) | Najlepsza aktorka drugoplanowa    | Kirin Kiki                                                                      | [ 1 ]  |
| 2009 (51. ceremonia) | Najlepszy debiut                  | Yuriko Yoshitaka                                                                | [ 1 ]  |
| 2009 (51. ceremonia) | Najlepszy debiut                  | Lily Franky                                                                     | [ 1 ]  |
| 2009 (51. ceremonia) | Najlepszy film zagraniczny        | Mroczny Rycerz (The Dark Knight) (reżyser: Christopher Nolan)                   | [ 1 ]  |

### Lata 2010–2014
| Rok                  | Kategoria                         | Zwycięzcy                                                           | Za | Źródło      |
| -------------------- | --------------------------------- | ------------------------------------------------------------------- | --- | ----------- |
| 2010 (52. ceremonia) | Najlepszy film                    | Tsurugidake: Ten no ki (jap. 劔岳 点の記) (reżyser: Daisaku Kimura) | | [ 2 ] [ 1 ] |
| 2010 (52. ceremonia) | Najlepszy reżyser                 | Miwa Nishikawa                                                      | Dear Doctor (jap. ディア・ドクター) | [ 2 ] [ 1 ] |
| 2010 (52. ceremonia) | Najlepszy aktor pierwszoplanowy   | Shofukutei Tsurube II                                               | Dear Doctor (jap. ディア・ドクター) | [ 2 ] [ 1 ] |
| 2010 (52. ceremonia) | Najlepsza aktorka pierwszoplanowa | Haruka Ayase                                                        | Oppai barē (jap. おっぱいバレー) | [ 2 ] [ 1 ] |
| 2010 (52. ceremonia) | Najlepszy aktor drugoplanowy      | Eita                                                                | Dear Doctor (jap. ディア・ドクター), Gama no abura (jap. ガマの油), Naku mon ka (jap. なくもんか), Nodame Cantabile: saishū gakushō zenpen (jap. のだめカンタービレ 最終楽章 前編 Nodame kantābire saishū gakushō zenpen) | [ 2 ] [ 1 ] |
| 2010 (52. ceremonia) | Najlepsza aktorka drugoplanowa    | Kyōko Fukada                                                        | Yattāman (jap. ヤッターマン) | [ 2 ] [ 1 ] |
| 2010 (52. ceremonia) | Najlepszy debiut                  | Masaki Okada                                                        | Boku no hatsukoi o kimi ni sasagu (jap. 僕の初恋をキミに捧ぐ), Jūryoku Pierrot (jap. 重力ピエロ jūryoku piero), Halfway (jap. ハルフウェイ Harufūei), Honokaa Boy (jap. ホノカアボーイ honokaabōi)                        | [ 2 ] [ 1 ] |
| 2010 (52. ceremonia) | Najlepszy debiut                  | Daisaku Kimura                                                      | Tsurugidake: Ten no ki (jap. 劔岳 点の記) | [ 2 ] [ 1 ] |
| 2010 (52. ceremonia) | Najlepszy film zagraniczny        | Gran Torino (reżyser: Clint Eastwood)                               | | [ 2 ] [ 1 ] |
| 2011 (53. ceremonia) | Najlepszy film                    | Wyznania (jap. 告白 Kokuhaku) (reżyser: Tetsuya Nakashima)          | | [ 3 ] [ 1 ] |
| 2011 (53. ceremonia) | Najlepszy reżyser                 | Yuya Ishii                                                          | Kawa no soko kara kon'nichiwa (jap. 川の底からこんにちは) | [ 3 ] [ 1 ] |
| 2011 (53. ceremonia) | Najlepszy aktor pierwszoplanowy   | Satoshi Tsumabuki                                                   | Akunin (jap. 悪人) | [ 3 ] [ 1 ] |
| 2011 (53. ceremonia) | Najlepsza aktorka pierwszoplanowa | Shinobu Terajima                                                    | Gąsienica (jap. キャタピラー Kyatapirā) | [ 3 ] [ 1 ] |
| 2011 (53. ceremonia) | Najlepszy aktor drugoplanowy      | Renji Ishibashi                                                     | Outrage (jap. アウトレイジ Autoreiji), Kondo wa aisaika (jap. 今度は愛妻家) | [ 3 ] [ 1 ] |
| 2011 (53. ceremonia) | Najlepsza aktorka drugoplanowa    | Yoshino Kimura                                                      | Wyznania (jap. 告白 Kokuhaku) | [ 3 ] [ 1 ] |
| 2011 (53. ceremonia) | Najlepszy debiut                  | Tōma Ikuta                                                          | Ningen shikkaku (jap. 人間失格) | [ 3 ] [ 1 ] |
| 2011 (53. ceremonia) | Najlepszy debiut                  | Nanami Sakuraba                                                     | | [ 3 ] [ 1 ] |
| 2011 (53. ceremonia) | Najlepszy film zagraniczny        | Dystrykt 9 (reżyser: Neill Blomkamp)                                | | [ 3 ] [ 1 ] |
| 2012 (54. ceremonia) | Najlepszy film                    | Tsumetai nettaigyo (jap. 冷たい熱帯魚) (reżyser: Sion Sono)         | | [ 4 ]       |
| 2012 (54. ceremonia) | Najlepszy reżyser                 | Kaneto Shindō                                                       | Ichimai no hagaki (jap. 一枚のハガキ) | [ 4 ]       |
| 2012 (54. ceremonia) | Najlepszy aktor pierwszoplanowy   | Yutaka Takenouchi                                                   | Taiheiyō no kiseki: Fox to yobareta otoko (jap. 太平洋の奇跡-フォックスと呼ばれた男- Taiheiyō no kiseki -Fokkusu to yoba reta otoko-)                                                                                     | [ 4 ]       |
| 2012 (54. ceremonia) | Najlepsza aktorka pierwszoplanowa | Hiromi Nagasaku                                                     | Yōkame no semi (jap. 八日目の蝉) | [ 4 ]       |
| 2012 (54. ceremonia) | Najlepszy aktor drugoplanowy      | Yūsuke Iseya                                                        | Ashita no Joe (jap. あしたのジョー Ashita no Jō), Kaiji 2: Jinsei dakkai Game (jap. カイジ2 ～人生奪回ゲーム～ Kaiji 2 ~Jinsei dakkai gēmu~)                                                                              | [ 4 ]       |
| 2012 (54. ceremonia) | Najlepsza aktorka drugoplanowa    | Masami Nagasawa                                                     | Moteki (jap. モテキ) | [ 4 ]       |
| 2012 (54. ceremonia) | Najlepszy debiut                  | Mana Ashida                                                         | Usagi Drop (jap. うさぎドロップ usagi doroppu), Hankyū densha: Katamichi 15-bu no kiseki (jap. 阪急電車 片道15分の奇跡)                                                                                                   | [ 4 ]       |
| 2012 (54. ceremonia) | Najlepszy film zagraniczny        | Czarny łabędź (reżyser: Darren Aronofsky)                           | | [ 4 ]       |
| 2012 (54. ceremonia) | Nagroda specjalna                 | Yoshio Harada                                                       | | [ 4 ]       |
| 2013 (55. ceremonia) | Najlepszy film                    | Kazoku no kuni (jap. かぞくのくに) (reżyser: Yang Yong-hi)          | | [ 5 ]       |
| 2013 (55. ceremonia) | Najlepszy reżyser                 | Kenji Uchida                                                        | Kagi dorobō no mesoddo (jap. 鍵泥棒のメソッド) | [ 5 ]       |
| 2013 (55. ceremonia) | Najlepszy aktor pierwszoplanowy   | Hiroshi Abe                                                         | Kirin no tsubasa (jap. 麒麟の翼), Thermae Romae (jap. テルマエ・ロマエ), karasu no oyayubi (jap. カラスの親指) | [ 5 ]       |
| 2013 (55. ceremonia) | Najlepsza aktorka pierwszoplanowa | Sakura Andō                                                         | Kazoku no kuni (jap. かぞくのくに) | [ 5 ]       |
| 2013 (55. ceremonia) | Najlepszy aktor drugoplanowy      | Arata Iura                                                          | Kazoku no kuni (jap. かぞくのくに) | [ 5 ]       |
| 2013 (55. ceremonia) | Najlepsza aktorka drugoplanowa    | Ryōko Hirosue                                                       | Kagi dorobō no mesoddo (jap. 鍵泥棒のメソッド) | [ 5 ]       |
| 2013 (55. ceremonia) | Najlepszy debiut                  | Makita Yūji                                                         | Kueki ressha (jap. 苦役列車) | [ 5 ]       |
| 2013 (55. ceremonia) | Najlepszy film zagraniczny        | Les Misérables. Nędznicy (reżyser: Tom Hooper)                      | | [ 5 ]       |
| 2013 (55. ceremonia) | Nagroda specjalna                 | Kōji Wakamatsu                                                      | | [ 5 ]       |
| 2014 (56. ceremonia) | Najlepszy film                    | Yokomichi Yonosuke (jap. 横道世之介) (reżyser: Shūichi Okita)       | | [ 6 ]       |
| 2014 (56. ceremonia) | Najlepszy reżyser                 | Tatsushi Ōmori                                                      | Bocchan (jap. ぼっちゃん), Sayonara keikoku (jap. さよなら渓谷) | [ 6 ]       |
| 2014 (56. ceremonia) | Najlepszy aktor pierwszoplanowy   | Kengo Kōra                                                          | Yokomichi Yonosuke (jap. 横道世之介) | [ 6 ]       |
| 2014 (56. ceremonia) | Najlepsza aktorka pierwszoplanowa | Shihori Kanjiya                                                     | Kuchizuke (jap. くちづけ) | [ 6 ]       |
| 2014 (56. ceremonia) | Najlepszy aktor drugoplanowy      | Pierre Taki                                                         | Kyōaku (jap. 凶悪), Kujikenaide (jap. くじけないで) | [ 6 ]       |
| 2014 (56. ceremonia) | Najlepsza aktorka drugoplanowa    | Fumi Nikaidō                                                        | Nō otoko (jap. 脳男), Jigoku de naze warui (jap. 地獄でなぜ悪い), Shijūkunichi no reshipi (jap. 四十九日のレシピ) | [ 6 ]       |
| 2014 (56. ceremonia) | Najlepszy debiut                  | Haru Kuroki                                                         | Fune o amu (jap. 舟を編む), Sōgen no isu (jap. 草原の椅子), Shanidāru no hana (jap. シャニダールの花 Shanidāru no hana)                                                                                                   | [ 6 ]       |
| 2014 (56. ceremonia) | Najlepszy film zagraniczny        | Grawitacja (reżyser: Alfonso Cuarón)                                | | [ 6 ]       |
| 2014 (56. ceremonia) | Nagroda specjalna                 | Nagisa Ōshima oraz Rentarō Mikuni                                   | | [ 6 ]       |

### Lata 2015–2019
| Rok                  | Kategoria                         | Zwycięzcy                                                                                  | Za | Źródło |
| -------------------- | --------------------------------- | ------------------------------------------------------------------------------------------ | --- | ------ |
| 2015 (57. ceremonia) | Najlepszy film                    | Chōkōsoku! Sankin kōtai (jap. 超高速!参勤交代) (reżyser: Katsuhide Motoki)                 | | [ 7 ]  |
| 2015 (57. ceremonia) | Najlepszy reżyser                 | Mipo O                                                                                     | Soko nomi nite hikari kagayaku (jap. そこのみにて光輝く)                                                                                        | [ 7 ]  |
| 2015 (57. ceremonia) | Najlepszy aktor pierwszoplanowy   | Tadanobu Satō                                                                              | Watashi no otoko (jap. 私の男) | [ 7 ]  |
| 2015 (57. ceremonia) | Najlepsza aktorka pierwszoplanowa | Sakura Ando                                                                                | 0.5 mm (jap. 0.5ミリ) oraz Hyakuen no koi (jap. 百円の恋)                                                                                       | [ 7 ]  |
| 2015 (57. ceremonia) | Najlepszy aktor drugoplanowy      | Sōsuke Ikematsu                                                                            | Kami no tsuki (jap. 紙の月), Umi o kanjiru toki (jap. 海を感じる時) oraz Boku-tachi no kazoku (jap. ぼくたちの家族)                             | [ 7 ]  |
| 2015 (57. ceremonia) | Najlepsza aktorka drugoplanowa    | Satomi Kobayashi                                                                           | Kami no tsuki (jap. 紙の月) | [ 7 ]  |
| 2015 (57. ceremonia) | Najlepszy debiut                  | Fūka Koshiba                                                                               | Majo no takkyūbin (jap. 魔女の宅急便) | [ 7 ]  |
| 2015 (57. ceremonia) | Najlepszy film zagraniczny        | Jersey Boys (reżyser: Clint Eastwood)                                                      | | [ 7 ]  |
| 2016 (58. ceremonia) | Najlepszy film                    | Nippon no ichiban nagai hi (jap. 日本のいちばん長い日) (reżyser: Katsuhide Motoki)         | | [ 8 ]  |
| 2016 (58. ceremonia) | Najlepszy reżyser                 | Ryōsuke Hashiguchi                                                                         | Koibito-tachi (jap. 恋人たち) | [ 8 ]  |
| 2016 (58. ceremonia) | Najlepszy aktor pierwszoplanowy   | Yō Ōizumi                                                                                  | Kakekomi onna to kakedashi otoko (jap. 駆込み女と駆出し男)                                                                                      | [ 8 ]  |
| 2016 (58. ceremonia) | Najlepsza aktorka pierwszoplanowa | Kasumi Arimura                                                                             | Strobe Edge (jap. ストロボ・エッジ Sutorobo Ejji) oraz Biri Gal (jap. ビリギャル Biri Gyaru)                                                    | [ 8 ]  |
| 2016 (58. ceremonia) | Najlepszy aktor drugoplanowy      | Masahiro Motoki                                                                            | Nippon no ichiban nagai hi (jap. 日本のいちばん長い日) oraz Tenkū no hachi (jap. 天空の蜂)                                                      | [ 8 ]  |
| 2016 (58. ceremonia) | Najlepsza aktorka drugoplanowa    | Yō Yoshida                                                                                 | Biri Gal (jap. ビリギャル Biri Gyaru), Nōnai Poison Berry (jap. 脳内ポイズンベリー Nōnai poizun berii) oraz Ai o tsumu hito (jap. 愛を積むひと) | [ 8 ]  |
| 2016 (58. ceremonia) | Najlepszy debiut                  | Anna Ishii                                                                                 | Girl’s Step (jap. ガールズ・ステップ Gāruzu suteppu) oraz Solomon no gishō (jap. ソロモンの偽証 Soromon no gishō)                               | [ 8 ]  |
| 2016 (58. ceremonia) | Najlepszy film zagraniczny        | Mad Max: Na drodze gniewu (Mad Max: Fury Road) (reżyser: George Miller)                    | | [ 8 ]  |
| 2017 (59. ceremonia) | Najlepszy film                    | Shin Godzilla (jap. シン・ゴジラ Shin Gōjira) (reżyserzy: Hideaki Anno, Shinji Higuchi)    | | [ 9 ]  |
| 2017 (59. ceremonia) | Najlepszy reżyser                 | Sunao Katabuchi                                                                            | Kono sekai no katasumi ni (jap. この世界の片隅に)                                                                                               | [ 9 ]  |
| 2017 (59. ceremonia) | Najlepszy aktor pierwszoplanowy   | Ken’ichi Matsuyama                                                                         | Satoshi no seishun (jap. 聖の青春) | [ 9 ]  |
| 2017 (59. ceremonia) | Najlepsza aktorka pierwszoplanowa | Shinobu Ōtake                                                                              | Gosaigyō no on'na (jap. 後妻業の女) | [ 9 ]  |
| 2017 (59. ceremonia) | Najlepszy aktor drugoplanowy      | Lily Franky                                                                                | m.in. Scoop! oraz Satoshi no seishun (jap. 聖の青春)                                                                                            | [ 9 ]  |
| 2017 (59. ceremonia) | Najlepsza aktorka drugoplanowa    | Hana Sugisaki                                                                              | Yu o wakasu hodo no atsui ai (jap. 湯を沸かすほどの熱い愛)                                                                                      | [ 9 ]  |
| 2017 (59. ceremonia) | Najlepszy debiut                  | Izumi Okamura                                                                              | Jimunopeti ni midareru (jap. ジムノペディに乱れる)                                                                                              | [ 9 ]  |
| 2017 (59. ceremonia) | Najlepszy film zagraniczny        | Łotr 1. Gwiezdne wojny – historie (Rogue One: A Star Wars Story) (reżyser: Gareth Edwards) | | [ 9 ]  |
| 2017 (59. ceremonia) | Nagroda specjalna                 | Kimi no na wa. (jap. 君の名は。) (reżyser: Makoto Shinkai)                                 | | [ 9 ]  |
| 2018 (60. ceremonia) | Najlepszy film                    | Aa, kōya (jap. あゝ、荒野) (reżyser: Yoshiyuki Kishi)                                      | | [ 10 ] |
| 2018 (60. ceremonia) | Najlepszy reżyser                 | Kazuya Shiraishi                                                                           | Kanojo ga sono na o shiranai tori-tachi (jap. 彼女がその名を知らない鳥たち)                                                                     | [ 10 ] |
| 2018 (60. ceremonia) | Najlepszy aktor pierwszoplanowy   | Sadao Abe                                                                                  | Kanojo ga sono na o shiranai tori-tachi (jap. 彼女がその名を知らない鳥たち)                                                                     | [ 10 ] |
| 2018 (60. ceremonia) | Najlepsza aktorka pierwszoplanowa | Yui Aragaki                                                                                | Mix. (jap. ミックス。) | [ 10 ] |
| 2018 (60. ceremonia) | Najlepszy aktor drugoplanowy      | Yūsuke Santamaria                                                                          | Aa, kōya (jap. あゝ、荒野) oraz Dorobō yakusha (jap. 泥棒役者)                                                                                  | [ 10 ] |
| 2018 (60. ceremonia) | Najlepsza aktorka drugoplanowa    | Yuki Saitō                                                                                 | Sandome no satsujin (jap. 三度目の殺人) | [ 10 ] |
| 2018 (60. ceremonia) | Najlepszy debiut                  | Shizuka Ishibashi                                                                          | Yozora wa itsu demo saikō mitsudo no aoiro da (jap. 夜空はいつでも最高密度の青色だ)                                                             | [ 10 ] |
| 2018 (60. ceremonia) | Najlepszy film zagraniczny        | Ukryte działania (Hidden Figures) (reżyser: Theodore Melfi)                                | | [ 10 ] |
| 2019 (61. ceremonia) | Najlepszy film                    | Kamera o tomeru na! (jap. カメラを止めるな！) (reżyser: Shin'ichirō Ueda)                  | | [ 11 ] |
| 2019 (61. ceremonia) | Najlepszy reżyser                 | Kazuya Shiraishi                                                                           | Korō no chi (jap. 孤狼の血), Tomerareru ka, ore-tachi o (jap. 止められるか、俺たちを), Sunny/32 (jap. サニー/32 Sanī/32)                        | [ 11 ] |
| 2019 (61. ceremonia) | Najlepszy aktor pierwszoplanowy   | Hiroshi Tachi                                                                              | Owatta hito (jap. 終わった人) | [ 11 ] |
| 2019 (61. ceremonia) | Najlepsza aktorka pierwszoplanowa | Mugi Kadowaki                                                                              | Tomerareru ka, ore-tachi o (jap. 止められるか、俺たちを)                                                                                        | [ 11 ] |
| 2019 (61. ceremonia) | Najlepszy aktor drugoplanowy      | Tōri Matsuzaka                                                                             | Korō no chi (jap. 孤狼の血) | [ 11 ] |
| 2019 (61. ceremonia) | Najlepsza aktorka drugoplanowa    | Mayu Matsuoka                                                                              | Manbiki kazoku (jap. 万引き家族), Chihayafuru: Musubi (jap. ちはやふる －結び－)                                                                | [ 11 ] |
| 2019 (61. ceremonia) | Najlepszy debiut                  | Sara Minami                                                                                | Shino-chan wa jibun no namae ga ienai (jap. 志乃ちゃんは自分の名前が言えない)                                                                   | [ 11 ] |
| 2019 (61. ceremonia) | Najlepszy film zagraniczny        | Bohemian Rhapsody (reżyserzy: Bryan Singer, Dexter Fletcher)                               | | [ 11 ] |

### Lata 2020–2024
| Rok                  | Kategoria                         | Zwycięzcy                                                  | Za | Źródło |
| -------------------- | --------------------------------- | ---------------------------------------------------------- | --- | ------ |
| 2020 (62. ceremonia) | Najlepszy film                    | Tonde Saitama (jap. 翔んで埼玉) (reżyser: Hideki Takeuchi) | | [ 12 ] |
| 2020 (62. ceremonia) | Najlepszy reżyser                 | Tetsuya Mariko                                             | Miyamoto kara kimi e (jap. 宮本から君へ) | [ 12 ] |
| 2020 (62. ceremonia) | Najlepszy aktor pierwszoplanowy   | Kiichi Nakai                                               | Kioku ni gozaimasen! (jap. 記憶にございません!) | [ 12 ] |
| 2020 (62. ceremonia) | Najlepsza aktorka pierwszoplanowa | Masami Nagasawa                                            | Confidence Man JP (jap. コンフィデンスマンJP Konfidensuman JP) | [ 12 ] |
| 2020 (62. ceremonia) | Najlepszy aktor drugoplanowy      | Ryō Yoshizawa                                              | Kingdom (jap. キングダム) | [ 12 ] |
| 2020 (62. ceremonia) | Najlepsza aktorka drugoplanowa    | Megumi                                                     | Taifū kazoku (jap. 台風家族) oraz Hito yo (jap. ひとよ) | [ 12 ] |
| 2020 (62. ceremonia) | Najlepszy debiut                  | Nagisa Sekimizu                                            | Machida-kun no sekai (jap. 町田くんの世界) | [ 12 ] |
| 2020 (62. ceremonia) | Najlepszy film zagraniczny        | Joker (reżyser: Todd Phillips)                             | | [ 12 ] |
| 2021 (63. ceremonia) | Najlepszy film                    | Fukushima50 (reżyser: Setsurō Wakamatsu)                   | | [ 13 ] |
| 2021 (63. ceremonia) | Najlepszy reżyser                 | Ryōta Nakano                                               | Asada-ke (jap. 浅田家！) | [ 13 ] |
| 2021 (63. ceremonia) | Najlepszy aktor pierwszoplanowy   | Tsuyoshi Kusanagi                                          | Midnight Swan (jap. ミッドナイトスワン Middonaito suwan) | [ 13 ] |
| 2021 (63. ceremonia) | Najlepsza aktorka pierwszoplanowa | Masami Nagasawa                                            | Mother (jap. MOTHER マザー) oraz Confidence Man JP: Princess-hen (jap. コンフィデンスマンJP プリンセス編 Konfidensuman JP purinsesu-hen)                                                                            | [ 13 ] |
| 2021 (63. ceremonia) | Najlepszy aktor drugoplanowy      | Ryo Narita                                                 | Kyūso wa Cheese no yumewomiru (jap. 窮鼠はチーズの夢を見る Kyūso wa chīzu no yumewomiru), Ito (jap. 糸) oraz Sumaho o otoshita dakena noni: Toraware no satsujinki (jap. スマホを落としただけなのに 囚われの殺人鬼) | [ 13 ] |
| 2021 (63. ceremonia) | Najlepsza aktorka drugoplanowa    | Sairi Itō                                                  | Gekijō (jap. 劇場), Jūnihitoe o kita akuma (jap. 十二単衣を着た悪魔) oraz Hotel Royal (jap. ホテルローヤル hoterurōyaru)                                                                                            | [ 13 ] |
| 2021 (63. ceremonia) | Najlepszy debiut                  | Daiken Okudaira                                            | Mother (jap. MOTHER マザー) | [ 13 ] |
| 2021 (63. ceremonia) | Najlepszy film zagraniczny        | Parasite (기생충) (reżyser: Bong Joon-ho)                  | | [ 13 ] |
| 2022 (64. ceremonia) | Najlepszy film                    | Korō no chi: Level 2 (reżyser: Kazuya Shiraishi)           | | [ 14 ] |
| 2022 (64. ceremonia) | Najlepszy reżyser                 | Miwa Nishikawa                                             | Subarashii sekai (jap. すばらしい世界) | [ 14 ] |
| 2022 (64. ceremonia) | Najlepszy aktor pierwszoplanowy   | Junichi Okada                                              | The Fabulous 2: Korosanai koroshiya (jap. ザ・ファブル2 殺さない殺し屋 Za faburu 2 korosanai koroshiya) oraz Moeyo ken (jap. 燃えよ剣)                                                                              | [ 14 ] |
| 2022 (64. ceremonia) | Najlepsza aktorka pierwszoplanowa | Mei Nagano                                                 | Soshite, baton wa watasareta (jap. そして、バトンは渡された) oraz Jigoku no hanazono (jap. 地獄の花園) | [ 14 ] |
| 2022 (64. ceremonia) | Najlepszy aktor drugoplanowy      | Taiga Nakano                                               | Subarashii sekai (jap. すばらしい世界), Onoda: Ichimanya o koete (jap. ONODA 一万夜を越えて) oraz Ano goro. (jap. あの頃。)                                                                                         | [ 14 ] |
| 2022 (64. ceremonia) | Najlepsza aktorka drugoplanowa    | Tōko Miura                                                 | Drive My Car (jap. ドライブ・マイ・カー) | [ 14 ] |
| 2022 (64. ceremonia) | Najlepszy debiut                  | Kawai Yuumi                                                | Summer Film ni notte (jap. サマーフィルムにのって samāfirumu ni notte) oraz Yuuko no tenbin (jap. 由宇子の天秤) | [ 14 ] |
| 2022 (64. ceremonia) | Najlepszy film zagraniczny        | Nie czas umierać (reżyser: Cary Joji Fukunaga)             | | [ 14 ] |
| 2023 (65. ceremonia) | Najlepszy film                    | Aru otoko (jap. ある男) (reżyser: Kei Ishikawa)            | | [ 15 ] |
| 2023 (65. ceremonia) | Najlepszy reżyser                 | Chie Hayakawa                                              | PLAN75 | [ 15 ] |
| 2023 (65. ceremonia) | Najlepszy aktor pierwszoplanowy   | Kazunari Ninomiya                                          | Lager yori aiwokomete (jap. ラーゲリより愛を込めて rāgeri yori aiwokomete), Tang (jap. TANG タング) | [ 15 ] |
| 2023 (65. ceremonia) | Najlepsza aktorka pierwszoplanowa | Chieko Baisho                                              | PLAN75 | [ 15 ] |
| 2023 (65. ceremonia) | Najlepszy aktor drugoplanowy      | Kazuki Iio                                                 | Chinmoku no parade (jap. 沈黙のパレード chinmoku no parēdo) | [ 15 ] |
| 2023 (65. ceremonia) | Najlepsza aktorka drugoplanowa    | Nana Seino                                                 | Kingdom 2: Haruka naru daichi e (jap. キングダム2 遥かなる大地へ Kingudamu 2 haruka naru daichi e), Idō jirei wa ongaku-tai! (jap. 異動辞令は音楽隊！), Aru otoko (jap. ある男)                                     | [ 15 ] |
| 2023 (65. ceremonia) | Najlepszy debiut                  | Kōki                                                       | Ushikubimura (jap. 牛首村) | [ 15 ] |
| 2023 (65. ceremonia) | Najlepszy film zagraniczny        | Top Gun: Maverick (reżyser: Joseph Kosinski)               | | [ 15 ] |